# 大嶋貴志
大嶋 貴志（おおしま たかし、1981年9月19日 - ）は、NHKのチーフアナウンサー。

## 来歴
埼玉県出身。埼玉県立伊奈学園総合高等学校、法政大学経済学部卒業後、2004年4月に入局。

## 嗜好・導話
- 趣味はマラソン[1]。
- 小学生の頃、放送委員会に入っており、自分たちで学校内のイベントを取材したり、ゲストを呼び週一回番組を放送していた[3]。
- 誘われると断らないタイプであり、いろんな会合でちょくちょく顔を出している[1]。
- 高校時代は全国高校総体に出場していた[1][3]。
- 元々は高校教師を目指していた。

### 交友関係
- NHKアナウンサーの鈴木奈穂子、TBSアナウンサーの蓮見孝之（クラスも同じ）とは法政大学の同学年、自主マスコミ講座でアナウンサーを目指した仲間[3]。

## 現在の担当番組・業務
- どどどど!信州イチオシ（MC兼プロデューサー、「イチバン旅」旅人、2025年6月28日 - ）
- 長野県のニュース

## 過去の担当番組・業務
長崎放送局時代（2004年度 - 2008年度）
- 長崎県のニュース・中継・リポート
- ながさき新紀行
- ニュース長崎EYE610（リポーター）
- ニュース845長崎（不定期）

徳島放送局時代（2009年度 - 2013年度）
- ニュースとくしま610（2009年度）
- とく6徳島（2010 - 2012年度）[4]
- 徳島県のニュース・中継・リポート
- 2011年3月の東北地方太平洋沖地震では、福島放送局に応援で派遣され、災害報道を中心にローカルニュースを担当した。
- 日本の祭2010徳島阿波おどり（2010年8月25日）
- 生中継ふるさと一番!
  - 『激流吉野川ラフティングの世界女王〜徳島県三好市〜』（2010年9月6日）
  - 『激辛薬味で町中がホット!〜徳島県美馬市〜』（2010年9月7日）
- しこく8
  - 『踊る阿呆の夢舞台〜阿波おどり2010〜』（2010年9月19日）
  - 『ふるさとから、あなたへ 四国なぞ解き五脚〜冬編』（2011年3月4日）
- 民謡をたずねて
  - 『徳島県・牟岐町』（2011年2月5日、12日）
  - 『徳島県吉野川市』（2013年6月15日、6月22日）
- あさイチ『JAPAなび徳島』（2011年7月21日、2014年3月13日）
- NHKジャーナル（2012年8月15日、9月6日、2013年9月10日）
- ひるブラ『ひるブラ特選 自然をいかした暮らし』（2013年12月24日）

仙台放送局時代（2014年度 - 2017年度）
- おはよう宮城（2014年4月 - 2015年3月）
- ウィークエンド東北（2015年4月4日 - 2018年3月31日）
- てれまさむね（不定期・中山準之助のキャスターなど）
- 宮城県・東北地方のニュース
- 2016年4月の熊本地震では、熊本放送局に応援で派遣され、災害報道を中心にローカルニュースを担当した[注釈 1]。
- ひるブラ
  - 『街は美しき石と生きる 宮城県石巻市雄勝町』（2014年7月7日）
  - 『サメ愛あふれる港町〜宮城県気仙沼市』（2014年7月8日）
  - 『伊達なレトロ横丁〜仙台市〜』（2014年7月9日）
  - 『冬の食材丸ごと!仙台朝市〜宮城・仙台市〜』（2016年12月19日）
  - 『元気いっぱい!駅前商店街〜宮城・女川町〜』（2016年12月20日）
  - 『特選朝市だ!冬の珍味だ！大わらわの年越し準備』（2017年12月28日）
- あさイチ
  - 『知って楽しい!スコットランド（風）ライフ』（2014年10月23日）
  - 『JAPA-NAVI 壇蜜、京都へ行く』（2017年2月8日）
  - 『JAPA-NAVI 奈良』（2017年3月30日）
- うまいッ!『肉厚!トローリ!フカヒレ〜宮城県気仙沼市〜』（2017年7月30日）
- Nスペ5min（2018年1月13日）

東京アナウンス室時代（2018年度 - 2019年度）　
- 首都圏ネットワーク　リポーター・ニュースリーダー（2018年4月10日 - 2020年3月27日）
- ニュース・気象情報・リポート（主に関東甲信越ローカル）
- サイエンスZERO（ナレーション・2018年4月8日 - 2020年3月）
- ラジオニュース（不定期）
- 首都圏ニュース845（2018年7月13日）
- 沖縄県のニュース（平成30年台風第24号発生時の応援要員）
- 旬感☆ゴトーチ!「まだまだ大にぎわい！川崎大師～神奈川 川崎市～」（2019年1月9日）
- キャンパスライブ＠東北SP 大学生×シゴト（リポーター・2019年12月20日）
- 2020消防出初め式 （リポーター・2020年1月6日）

盛岡放送局時代（2020年度 - 2024年7月）
- ニュースいわて845（不定期）
- NHKニュースおはよういわて（2022年度より不定期で担当）
- NHKジャーナル（2020年6月9日）[5]
- おばんですいわて
  - キャスター：（2020年4月13日 - 2022年4月1日）
  - 菅谷鈴夏のキャスター代行：（2023年8月21日-2023年8月24日）
- マイあさ!（2023年8月28日 - 9月1日　ニュースリーダー・関根太朗の代理）

長野放送局時代（2024年8月 - ）